# (9206) Yanaikeizo
(9206) Yanaikeizo es un asteroide perteneciente al cinturón de asteroides, descubierto el 1 de septiembre de 1994 por Kin Endate y el también astrónomo Kazuro Watanabe desde el Observatorio de Kitami, Hokkaidō, Japón.

## Designación y nombre
Designado provisionalmente como 1994 RQ. Fue nombrado Yanaikeizo en homenaje a Keizo Yanai (n. 1941), que alguna vez fue investigador del Instituto Nacional Japonés de Investigación Polar, es ahora profesor en la Universidad de Iwate. Un agresivo investigador de meteoritos que ha estado visitando el Polo Sur desde 1967, también es curador de meteoritos para exhibición pública.

## Características orbitales
Yanaikeizo está situado a una distancia media del Sol de 2,488 ua, pudiendo alejarse hasta 3,028 ua y acercarse hasta 1,947 ua. Su excentricidad es 0,217 y la inclinación orbital 1,815 grados. Emplea 1433,11 días en completar una órbita alrededor del Sol.

## Características físicas
La magnitud absoluta de Yanaikeizo es 14,32. Tiene 3,381 km de diámetro y su albedo se estima en 0,357.